# The Premiers
The Premiers waren eine kalifornische Band mexikanischer Einwandererkinder, die in den 1960er Jahren Popmusik in Art des Garage Rocks spielte. Sie ist vor allem für ihren Schlager Farmer John von 1964 bekannt.

## Geschichte
1962 beschlossen die Teenager-Brüder John und Lawrence Perez aus San Gabriel in Kalifornien eine Band zu gründen. Sie holten die Nachbarsjungen George Delgado und Frank Zuniga hinzu und gaben der Gruppe den Namen „The Premiers“. John spielte Schlagzeug, Lawrence und George Gitarre und Frank Bass. Sie probten im Hinterhof der Perez-Familie und hatte ihre ersten Auftritte bei Familienpartys, Hochzeiten und Tanzveranstaltungen. Die Mutter der Perez-Brüder machte den Manager Billy Cardenas, der bereits mehrere Bands im Raum von Los Angeles betreute, auf die Premiers aufmerksam. Er verbesserte ihr Auftreten und schlug ihnen vor, den 1959 von Don Harris und Dewey Terry geschriebenen Song Farmer John in ihr Repertoire aufzunehmen.
Mit diesem Song stellte Cardenas die Premiers der kleinen Plattenfirma Faro vor, die bereit war, Farmer John auf einer Single zu veröffentlichen. Daraufhin übernahm Cardenas die Produktion des Titels, bei der John Perez und George Delgado den Gesang übernahmen und Mädchen eines Autoklubs im Hintergrund für Partystimmung sorgten. Faro brachte die Platte im April 1964 auf den Markt, außerdem wurde der großen Plattenfirma Warner Bros. eine Lizenz zur Weiterverbreitung angeboten. Bereits einen Monat später veröffentlichte Warner Bros. Farmer John auf der Single Nr. 5443. Der Song entpuppte als ein Erfolgstitel, der es bis in die Hot 100 des US-Musikmagazins Billboard schaffte. Er wurde dort im Juni 1964 aufgenommen und stieg bis zum Platz 19 auf. Gleichzeitig wurde bei Warner Bros. eine Langspielplatte mit den Premiers unter dem Titel Farmer John Live produziert, die neben dem Erfolgstitel weitere Aufnahmen aus dem Repertoire der Gruppe enthielt. Anschließend gingen die Premiers zusammen mit Diana Ross, Gene Pitney und anderen Stars auf Tournee in den Mittelwesten. Bei einer zweiten Tour durch den Süden der USA waren sie unter anderem die Vorband der Rolling Stones. Eine dritte Tournee führte zusammen mit den Dave Clark Five bis nach New York.
Nachdem zwei weitere Singles erfolglos geblieben waren, beendete Warner Bros. das Engagement mit den Premiers, die bis 1967 noch vier Singles bei Faro herausbrachten. Auch diese erreichten nicht mehr die Hitlisten. Schon während der zweiten Tournee musste Frank Zuniga die Gruppe verlassen, da er zum Vietnamkrieg eingezogen worden war. Er wurde durch Billy Watson von den Rhythm Playboys ersetzt. Als auch Lawrence Perez 1968 nach Vietnam musste, brachen die Premiers auseinander.

## US-Diskografie

### Vinyl-Singles
| A/B-Seite                                                                         | Katalog-Nr.       | veröffentl. |
| --------------------------------------------------------------------------------- | ----------------- | ----------- |
| Farmer John / Duffy's Blues                                                       | Faro 615          | 4/1964      |
| Farmer John / Duffy's Blues                                                       | Warner Bros. 5443 | 5/1964      |
| Annie Oakley / Blues for Arlene                                                   | Warner Bros. 5464 | 8/1964      |
| So Fine / Little Irene                                                            | Warner Bros. 5488 | 11/19640    |
| I'm in Love with Your Daughter (Part 1) / I'm in Love with Your Daughter (Part 2) | Faro 627          | 01965       |
| Get Your Baby / Little Ways                                                       | Faro 621          | 01965       |
| Come On and Dance / Get on the Plane                                              | Faro 624          | 1/1967      |
| Ring Around My Rosie (Part 1) / Ring Around My Rosie (Part 2)                     | Faro 627          | 01967       |

### Langspielplatte
- Farmer John Live,  Warner Bros. 1565, 1964